# Hypenidium graecum
Hypenidium graecum är en tvåvingeart som beskrevs av Friedrich Hermann Loew 1862. Hypenidium graecum ingår i släktet Hypenidium och familjen borrflugor. Inga underarter finns listade i Catalogue of Life.